# USS Howard F. Clark (DE-533)
USS Howard F. Clark (DE-533) là một tàu hộ tống khu trục lớp John C. Butler từng phục vụ cùng Hải quân Hoa Kỳ trong Chiến tranh Thế giới thứ hai. Nó là chiếc tàu chiến duy nhất của Hải quân Hoa Kỳ được đặt cái tên này, theo tên Trung úy Hải quân Howard Franklin Clark (1914–1942), phi công từng phục vụ cùng Liên đội Tiêm kích VF-2 trên tàu sân bay Lexington (CV-2), đã hai lần được tặng thưởng Huân chương Chữ thập bay Dũng cảm và đã mất tích trong Trận chiến biển Coral vào ngày 8 tháng 5, 1942. Nó đã phục vụ trong suốt Thế chiến II, được cho ngừng hoạt động sau khi xung đột chấm dứt vào năm 1946, rồi cuối cùng bị bán để tháo dỡ vào năm 1973. Howard F. Clark được tặng thưởng ba Ngôi sao Chiến trận do thành tích phục vụ trong Thế Chiến II.

## Thiết kế và chế tạo
Lớp John C. Butler được thiết kế nhằm đáp ứng nhu cầu một số lượng lớn nhưng rẻ tiền của một kiểu tàu hộ tống chống tàu ngầm để hộ tống các đoàn tàu vận tải vượt đại dương. Chúng có chiều dài chung 306 foot (93,3 m), mạn tàu rộng 36 foot 10 inch (11,2 m) và mớn nước 13 foot 4 inch (4,1 m), trọng lượng choán nước tiêu chuẩn 1.350 tấn Anh (1.372 t), và lên đến 1.745 tấn Anh (1.773 t) khi đầy tải, với một thủy thủ đoàn bao gồm 14 sĩ quan và 201 thủy thủ. Con tàu được vận hành bởi hai turbine hơi nước hộp số Westinghouse; hơi nước được cung cấp bởi hai nồi hơi "D" Express, tạo ra công suất 12.000 mã lực càng (8.900 kW) và cho phép đạt được tốc độ tối đa 24 hải lý trên giờ (44 km/h; 28 mph). Nó có tầm hoạt động 6.000 hải lý (11.000 km; 6.900 mi) ở tốc độ đường trường 12 hải lý trên giờ (22 km/h; 14 mph).
Dàn vũ khí chính bao gồm hai tháp pháo 5-inch/38 caliber đa dụng nòng đơn, được dẫn đường bởi hệ thống điều khiển hỏa lực Mark 51; vũ khí phòng không gồm hai khẩu đội Bofors 40 mm L/60 nòng đôi và mười khẩu Oerlikon 20 mm nòng đơn cũng được dẫn đường bởi hệ thống Mark 51. Ngoài ba ống phóng ngư lôi 21 inch (533 mm), vũ khí chống ngầm bao gồm hai đường ray thả mìn sâu, tám máy phóng mìn sâu K-gun cùng một dàn súng cối chống ngầm Hedgehog. Con tàu được trang bị sonar kiểu QC, radar dò tìm mặt biển SL và radar dò tìm không trung SA.
Howard F. Clark được đặt lườn tại Xưởng hải quân Boston ở Boston, Massachusetts vào ngày 8 tháng 10, 1943. Nó được hạ thủy vào ngày 8 tháng 11, 1943, được đỡ đầu bởi bà Bess Merrick Clark, vợ góa của Trung úy Clark, và được cho nhập biên chế cùng Hải quân Hoa Kỳ vào ngày 25 tháng 5, 1944 dưới quyền chỉ huy của Hạm trưởng, Thiếu tá Hải quân Eugene Benjamin Hayden.

## Lịch sử hoạt động
Sau khi hoàn tất việc chạy thử máy huấn luyện tại khu vực Bermuda và sửa chữa sau chạy thử máy, Howard, F. Clark chuẩn bị để được điều động sang khu vực Mặt trận Thái Bình Dương. Nó đi đến Norfolk, Virginia vào ngày 16 tháng 8, 1944, rồi khởi hành hai ngày sau đó, băng qua kênh đào Panama và ghé qua San Diego, California trước khi đi đến Trân Châu Cảng vào ngày 18 tháng 9. Trong ba tháng tiếp theo, nó tiếp tục được huấn luyện và phục vụ canh phòng máy bay cho các tàu sân bay trong hoạt động huấn luyện chuẩn nhận phi công tại vùng biển quần đảo Hawaii, cũng như hoạt động cùng Trường Tác xạ và Ngư lôi Hạm đội tại Trân Châu Cảng.
Rời Trân Châu Cảng vào ngày 11 tháng 12, Howard, F. Clark đi đến đảo Manus thuộc quần đảo Admiralty vào ngày 22 tháng 12, và tham gia đội đặc nhiệm tàu sân bay hộ tống dưới quyền Chuẩn đô đốc Felix Stump để chuẩn bị tham gia vào cuộc đổ bộ lên vịnh Lingayen, Philippines. Nó lên đường vào ngày 27 tháng 12 trong thành phần hộ tống cho đội đặc nhiệm, và đi đến vịnh Leyte vào ngày 3 tháng 1, 1945, nơi tập trung lực lượng tấn công. Lực lượng tiếp tục lên đường ngay ngày hôm đó, bắt đầu chịu đựng quấy phá bởi không quân đối phương.
Sang ngày hôm sau, Howard, F. Clark bắn rơi nhiều máy bay đối phương; mặc dù lực lượng tấn công chịu một số tổn thất, đặc biệt bởi máy bay tấn công tự sát Kamikaze đối phương, họ tiếp tục đi đến mục tiêu theo kế hoạch và đổ bộ lên vịnh Lingayen vào ngày 6 tháng 1. Chiếc tàu hộ tống khu trục tiếp tục bảo vệ cho các tàu sân bay khi chúng tung ra các phi vụ hỗ trợ cho lực lượng trên bộ đồng thời đối phó với không quân đối phương. Vào các ngày 8 và 9 tháng 1, nó cứu vớt những phi công bị bắn rơi xuống biển, rồi sau đó được lệnh tách ra để cùng đội đặc nhiệm tàu sân bay dưới quyền Chuẩn đô đốc Calvin T. Durgin quay trở về Ulithi.
Về đến Ulithi vào ngày 23 tháng 1, Howard, F. Clark lại khởi hành vào ngày 1 tháng 2 để tham gia cuộc đổ bộ tiếp theo lên Iwo Jima. Nó gia nhập một đội tiếp liệu ngoài khơi Eniwetok và đi đến khu vực quần đảo Mariana, nơi họ tiếp nhiên liệu cho các tàu sân bay nhanh thuộc Lực lượng Đặc nhiệm 58 trong các ngày 13 và 14 tháng 2. Trong những ngày tiếp theo nó bảo vệ cho việc tiếp nhiên liệu cho tàu chiến thuộc Đệ Ngũ hạm đội đang hỗ trợ cho trận chiến tại Iwo Jima, trực tiếp đi đến ngoài khơi hòn đảo vào ngày 5 tháng 3 và tuần tra tại đây trong hai ngày trước khi quay trở về Ulithi vào ngày 10 tháng 3.
Chuyển sang hộ tống một đoàn tàu đổ bộ LST chở đạn dược, Howard F. Clark khởi hành từ Ulithi vào ngày 21 tháng 3 để đi sang khu vực quần đảo Ryūkyū, đi đến đảo Kerama Retto vừa mới chiếm được vào ngày 28 tháng 3. Con tàu lại tiếp tục tuần tra bảo vệ cho hoạt động tiếp nhiên liệu của hạm đội, kéo dài cho đến khi nó quay trở về Ulithi vào ngày 13 tháng 4; sau đó nó lại tiếp tục cùng một đoàn tàu tiếp liệu khác hướng sang Okinawa vào ngày 22 tháng 4, nơi Lực lượng Đặc nhiệm 58 được tiếp nhiên liệu từ ngày 26 tháng 4. Đến ngày 6 tháng 5, nó rời Okinawa để hộ tống cho thiết giáp hạm Missouri (BB-63) quay trở lại Ulithi, đến nơi vào ngày 9 tháng 5.
Các hoạt động hỗ trợ tiếp liệu cho lực lượng đặc nhiệm được Howard F. Clark thực hiện cho đến khi chiến dịch tại Okinawa kết thúc, và vẫn tiếp nối khi Lực lượng Đặc nhiệm 38 chuyển sang không kích và bắn phá các mục tiêu tại các đảo chính quốc Nhật Bản. Trong một chuyến đi như vậy vào ngày 8 tháng 7, nó đã cứu vớt một phi công bị rơi xuống biển ngay bên mạn phải trước mũi tàu sân bay hộ tống Hollandia (CVE-97). Khi Nhật Bản chấp nhận đầu hàng vào ngày 15 tháng 8, giúp chấm dứt vĩnh viễn cuộc xung đột, nó chuyển sang hộ tống các đoàn tàu đưa lực lượng chiếm đóng đi sang Okinawa.
Howard F. Clark tiếp tục hoạt động tuần tra và huấn luyện tại khu vực Ulithi, thực hiện một chuyến đi đến vào ngày 11 tháng 10 và quay trở về Ulithi vào ngày 22 tháng 10. Con tàu lại có chuyến vị vận chuyển phụ tùng đến Guam, rồi lên đường vào ngày 5 tháng 11 để quay trở về Hoa Kỳ, đi ngang qua Trân Châu Cảng trước khi về đến San Pedro, Los Angeles vào ngày 23 tháng 11. Nó được cho xuất biên chế tại San Diego, California vào ngày 15 tháng 7, 1946, và được đưa về Hạm đội Dự bị Thái Bình Dương, neo đậu cùng Đội San Diego trước khi được được chuyển đến Stockton, California. Tên nó được cho rút khỏi danh sách Đăng bạ Hải quân vào ngày 15 tháng 5, 1972, và con tàu bị bán để tháo dỡ vào ngày 6 tháng 9, 1973.

## Phần thưởng
Howard F. Clark được tặng thưởng ba Ngôi sao Chiến trận do thành tích phục vụ trong Thế Chiến II.
|                                         |  |  |
| Bronze star · Bronze star · Bronze star |  |  |

| Dãi băng Hoạt động Tác chiến (truy tặng)                                | Dãi băng Hoạt động Tác chiến (truy tặng) | Huân chương Chiến dịch Hoa Kỳ        | Huân chương Chiến dịch Hoa Kỳ                  |
| Huân chương Chiến dịch Châu Á-Thái Bình Dương với 3 Ngôi sao Chiến trận | Huân chương Chiến thắng Thế Chiến II     | Huân chương Chiến thắng Thế Chiến II | Huân chương Giải phóng Philippine (Philippine) |